# Амріта Прітам
Амріта Прітам (пенджаб. ਅੰਮ੍ਰਿਤਾ ਪ੍ਰੀਤਮ; 31 серпня 1919 — 31 жовтня 2005) — індійська письменниця і поетеса пенджабського походження. Вважається першою жінкою, яка отримала світову популярність, що писала пенджабською мовою, і одним з провідних пенджабомовних письменників XX століття. За період своєї творчої діяльності, що охоплює більше шести десятиліть, вона написала понад 100 книг, що включають збірники поезії, романи, біографії, есе, збірники народних пенджабських та автобіографію, які були перекладені на кілька індійських та іноземних мов.

## Біографія
Народилася на території сучасного Пакистану в родині шкільного вчителя, який був також редактором літературно-мистецького журналу. Її мати померла, коли їй було 11 років. Незабаром після цього вона разом з батьком переїхала в Лахор, де залишалася до 1947 року, коли після розділу Британської Індії переїхала в Індійській союз. Почала писати в ранньому віці, перша збірка її віршів був опублікований ще в 1936 році. Незважаючи на еміграцію, вона залишається відомою і популярною поетесою у сучасному Пакистані.
Найбільше Прітам відома за її поему-елегію «Ода до Варіс-шаху», присвячену пенджабському поетові XVIII століття, в якій вона висловлює свій біль через конфлікти, що сталися після розділу Британської Індії. З її прозових творів найвідоміший роман «Скелет» (1950), що піднімає теми насильства щодо жінок, втрати людяності і капітуляції перед долею, по якому в 2003 році був знятий фільм «Викрадена», відзначений багатьма нагородами.
У 1956 році вона стала першою жінкою, яка виграла премію академії Сахітья за свою поему «Листи», а в 1982 році отримала Джнянпітх — головну літературну премію Індії за роман «Папір і канвас». У 2004 році була удостоєна Падма Вібхушан, другу за значимістю цивільну нагороду Індії.
Є автором збірок віршів: «Камені і камінчики» (1945), «Папір і перо» (1970), «Ти – я» (1977). Автор романів: «Доктор Дев» (1949), «Клітка» (1950), «Заклик» (1960), «Жила-була Аніта» (1963), «Тринадцяте сонце» (1978). 
Амріта Притам була послідовницею Ошо і виконувала тантричні практики.

## Публікації російською мовою
- Амрита Притам. Стихи // Стихи пенджабских поэтов. — М.: Художественная литература, 1957.
- Амрита Притам. Черная роза / Пер. С. Северцева. — Ташкент: Издательство литературы и искусства им. Гафура Гуляма, 1971.
- Амрита Притам. Рассказы // Рассказы индийских писателей. — М.: Художественная литература, 1972.
- Амрита Притам. Тайны сердец / Пер. С. Северцева. — Алма-Ата:  Жазушы, 1977.
- Амрита Притам. Единственная Пиала: рассказ // Избранные произведения писателей Южной Азии. — М.: Художественная литература, 1980.
- Амрита Притам. Воскрешая время: эссе // Зеркало мира: Писатели стран зарубежного Востока о книге, чтении, библиофильстве. — М.: Книга, 1984.
- Амрита Притам. Стихи // Индийская поэзия XX века. В двух томах. Том 2. — М.: Художественная литература, 1990.